# El Plumerillo
El Plumerillo es una localidad perteneciente al departamento Las Heras de la provincia de Mendoza, Argentina.
Se encuentra a 8 km de la capital provincial con la cual se comunica mediante la Ruta Nacional 40 y la Ruta Provincial 52.
Su población es de 38 307 habitantes (Indec, 2010), e integra el componente Las Heras de la conurbación del Gran Mendoza. En esta localidad se encuentra el Aeropuerto Internacional Francisco Gabrielli, popularmente conocido como Aeropuerto Internacional El Plumerillo. Y el estadio Gral San Martín sede del club Huracán Las Heras.
Sus actividades principales son el comercio, los servicios y la industria.

## Sismicidad
La sismicidad del área de Cuyo (centro oeste de Argentina) es frecuente y de intensidad baja, y un silencio sísmico de terremotos medios a graves cada 20 años.
Sismo de 1861aunque dicha actividad geológica catastrófica, ocurre desde épocas prehistóricas, el terremoto del 20 de marzo de 1861 (164 años) señaló un hito importante dentro de la historia de eventos sísmicos argentinos ya que fue el más fuerte registrado y documentado en el país. A partir del mismo la política de los sucesivos gobiernos mendocinos y municipales han ido extremando cuidados y restringiendo los códigos de construcción. Y con el terremoto de San Juan de 1944 del 15 de enero de 1944 (81 años) el gobierno sanjuanino tomó estado de la enorme gravedad sísmica de la región.
Sismo del sur de Mendoza de 1929muy grave, y al no haber desarrollado ninguna medida preventiva, mató a 30 habitantes
Sismo de 1985fue otro episodio grave, de 9 s de duración, derrumbando el viejo Hospital del Carmen de Godoy Cruz.

## Culto
Iglesia Católica
| Arquidiócesis | Mendoza                           |
| ------------- | --------------------------------- |
| Parroquia     | Nuestra Señora de la Misericordia |

Además, hay presencia de numerosas congregaciones protestantes en sus múltiples vertientes.

## Despliegue de las Fuerzas Armadas
| Unidades de la Guarnición Aérea Mendoza | Abreviatura |
| --------------------------------------- | ----------- |
| IV Brigada Aérea                        | IV BA       |
| Grupo 4 de Caza                         | G4C         |
| Grupo Base 4                            | GB4         |
| Grupo Técnico 4                         | GT4         |
| Escuela de Caza                         | n/d         |